# Seznam dílů seriálu The Purge
Toto je seznam dílů seriálu The Purge. Americký hororový televizní seriál The Purge měl premiéru 4. září 2018 na stanici USA Network.

## Přehled řad
| Řada | Díly | Premiéra v USA | Premiéra v USA    |
| Řada | Díly | První díl      | Poslední díl      |
| ---- | ---- | -------------- | ----------------- |
| 1    | 10   | 4. září 2018   | 6. listopadu 2018 |
| 2    | 10   | 15. října 2019 | 17. prosince 2019 |

## Seznam dílů

### První řada (2018)
| Č. v seriálu | Č. v řadě | Původní název           | Režie              | Scénář                                                               | Premiéra v USA    |
| ------------ | --------- | ----------------------- | ------------------ | -------------------------------------------------------------------- | ----------------- |
| 1            | 1         | What Is America?        | Anthony Hemingway  | James DeMarco                                                        | 4. září 2018      |
| 2            | 2         | Take What's Yours       | Anthony Hemingway  | Thomas Kelly                                                         | 11. září 2018     |
| 3            | 3         | The Urge to Purge       | David Von Ancken   | Mick Betancourt                                                      | 18. září 2018     |
| 4            | 4         | Release the Beast       | Clark Johnson      | Krystal Houghton Ziv                                                 | 25. září 2018     |
| 5            | 5         | Rise Up                 | Julius Ramsay      | Jamie Chan                                                           | 2. října 2018     |
| 6            | 6         | The Forgotten           | Nina Lopez-Corrado | Jeremy Robbins                                                       | 9. října 2018     |
| 7            | 7         | Lovely Dark and Deep    | Tara Nicole Weyr   | námět: James DeMonaco scénář: Mick Betancourt a Krystal Houghton Ziv | 16. října 2018    |
| 8            | 8         | The Giving Time Is Here | Michael Nankin     | Thomas Kelly                                                         | 23. října 2018    |
| 9            | 9         | I Will Participate      | Ernest Dickerson   | Nick Snyder                                                          | 30. října 2018    |
| 10           | 10        | A Nation Reborn         | Ernest Dickerson   | námět: James DeMonaco scénář: Nick Snyder a Jeremy Robbins           | 6. listopadu 2018 |

### Druhá řada (2019)
| Č. v seriálu | Č. v řadě | Původní název                | Režie              | Scénář                             | Premiéra v USA     |
| ------------ | --------- | ---------------------------- | ------------------ | ---------------------------------- | ------------------ |
| 11           | 1         | This Is Not a Test           | Tim Andrew         | Krystal Houghton Ziv               | 15. října 2019     |
| 12           | 2         | Everything Is Fine           | Jessica Lowrey     | James Roland                       | 22. října 2019     |
| 13           | 3         | Blindspots                   | Tara Nicole Weyr   | Jeremy Robbins                     | 29. října 2019     |
| 14           | 4         | Grief Box                    | Jaime Reynoso      | Desta Tedros Reff                  | 5. listopadu 2019  |
| 15           | 5         | House of Mirrors             | Christoph Schrewe  | Lindsey Villarreal                 | 12. listopadu 2019 |
| 16           | 6         | Happy Holidays               | Jen McGowan        | Nina Fiore a John Herrera          | 19. listopadu 2019 |
| 17           | 7         | Should I Stay or Should I Go | Darren Grant       | Nick Zigler                        | 26. listopadu 2019 |
| 18           | 8         | Before the Sirens            | Patrick Lussier    | James Roland a Lindsey Villarreal  | 3. prosince 2019   |
| 19           | 9         | Hail Mary                    | Gigi Saul Guerrero | Nina Fiore a John Herrera          | 10. prosince 2019  |
| 20           | 10        | 7:01am                       | Tim Andrew         | Krystal Houghton Ziv a Nick Zigler | 17. prosince 2019  |